# 于尔根·维尔纳
于尔根·维尔纳（德語：Jürgen Werner，1935年8月15日—2002年5月28日），德国男子足球运动员，场上位置是后卫。他曾代表西德国家队参加1962年国际足联世界杯，结果队伍止步八强。